# Korpus Flak do zadań specjalnych
Korpus Artylerii Przeciwlotniczej do zadań specjalnych (niem. Flakkorps z.b.V.) – jedna z niemieckich formacji polowych Luftwaffe. 
Utworzona w kwietniu 1945 roku w północnych Niemczech. Dowodził nią generał August Schmidt, składała się z 2 i 16 Brygady Flak.